# Прудентина (футбольный клуб)
«Ассоциация легкоатлетических видов спорта Прудентина» (порт.-браз. Associação Prudentina de Esportes Atléticos) — бывший бразильский футбольный клуб из города Президенти-Пруденти.

## История
Клуб «Прудентина» был основан 26 октября 1936 года на встрече, проведённой отцами-основателями команды на улице Николау Маффеи, дом 8 в Президенти-Пруденти. Тогда в этом здании собрались видные жители города, считавшие, что иметь свою команду — это престижно. Тогда же были избраны члены правления «Прудентины»: президент клуба Адалберто Гуларт, вице-президент Артур Маррафан, первый секретарь Дидимо де Жезус, второй секретарь Франсиско де Виво и казначей Викторио Корналья. Клубными цветами команды были предложены и утверждены красный, чёрный и белый, как у птицы семейства попугаевых — ендайи, широко распространённой в штате. Любопытно, что первоначально у «Прудентины» не было футбольной секции, а главным видом спорта являлся баскетбол. Лишь 18 июля 1940 года началось обсуждение вопроса о необходимости создания футбольной команды.
Футбольный клуб «Прудентина» был основан в 1940 году. Однако у него не было собственного стадиона. Правление «Прудентины» пошло к правлению Президенти-Пруденти и получило землю для строительства. В 1943 году на общим решением жителей города строительство было одобрено, и в 1946 году у «Прудентины» появился собственный стадион, позже переименованный в Феликс Рибейру Маркондес вместимостью 15 тысяч человек. С 1948 года команда стала принимать участие в профессиональных соревнованиях чемпионатов штата. В 1950-х годах клуб был на стадии разорения из-за возросших трат на содержание футбольной команды, однако смог выстоять. В 1961 году «Прудентина» в трёхматчевой серии обыграла клуб «Понте-Прета» и впервые вышла в высший дивизион чемпионата штата. Клуб оставался в элитном дивизионе первенства до 1967 года, а лучшим результатом в тот период стало восьмое место, завоёванное в 1966 году. В январе 1968 года клуб, испытывавший острый финансовый кризис, на год снялся из второго дивизиона чемпионата штата. Но годом позже «Прудентина» приняла решение не возвращаться в профессиональный футбол. Руководство клуба посчитало, что футбольная команда слишком финансово затратна. Стадион был снесён в 1970 году, а его территория осталась использоваться клубом.